# Alocasia atropurpurea
Alocasia atropurpurea är en kallaväxtart som beskrevs av Adolf Engler. Alocasia atropurpurea ingår i släktet Alocasia och familjen kallaväxter. Inga underarter finns listade.